# دياني فار
دياني فار (بالإنجليزية: Diane Farr)‏ هي عارضة وكاتِبة وممثلة أمريكية، ولدت في 7 سبتمبر 1969 في مانهاتن في الولايات المتحدة.

## أعمال

### أفلام
- (2012) عن تشيري[6]

### مسلسلات
- مودرن فاميلي
- نمبرز

## وصلات خارجية
- دياني فار على موقع IMDb (الإنجليزية)
- دياني فار على موقع ألو سيني (الفرنسية)
- دياني فار على موقع أول موفي (الإنجليزية)
- دياني فار على موقع إن إن دي بي (الإنجليزية)
- دياني فار على موقع ديسكوغز (الإنجليزية)
- دياني فار على موقع قاعدة بيانات الفيلم (الإنجليزية)
- دياني فار على موقع كينوبويسك (الروسية)